# Druschne
Druschne (ukrainisch Дружне; russisch Дружное/Druschnoje) ist eine Siedlung städtischen Typs in der Oblast Donezk im Osten der Ukraine mit etwa 600 Einwohnern (2015). Die Siedlung liegt im Donezbecken südlich der Stadt Junokomunariwsk und gehört administrativ zum Stadtkreis der drei Kilometer nördlich gelegenen Stadt Junokomunariwsk, diese ist wiederum Teil der sieben Kilometer westlich liegenden Stadt Jenakijewe.

## Geschichte
Druschne wurde 1964 gegründet. Seit 2014 befindet sich die Ortschaft im Zuge des Ukrainekrieges unter der Kontrolle der selbsternannten Volksrepublik Donezk bzw. seit deren völkerrechtswidriger Annexion Ende 2022 unter der Kontrolle Russlands.